# Oedionychus limbatus
Oedionychus limbatus es una especie de insecto coleóptero de la familia Chrysomelidae. Es endémica de la península ibérica (España) y el Magreb.
Fue descrita científicamente en 1798 por Fabricius.